# Paweł Kopocz
Paweł Kopocz (ur. 9 czerwca 1898 w Starej Wsi, zm. 1 stycznia 1978 w Chorzowie) – polski adwokat i działacz polityczny na Górnym Śląsku, poseł na Sejm III kadencji w II RP z ramienia Polskiego Stronnictwa Chrześcijańskiej Demokracji oraz na Sejm Śląski II kadencji. 

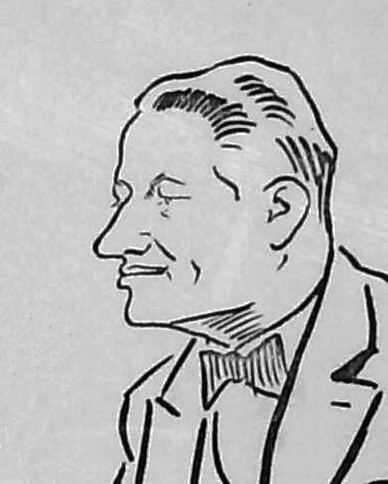
Paweł Kopocz (1931)

## Życiorys
Po ukończeniu gimnazjum w Bytomiu studiował prawo i ekonomię na uczelniach we Wrocławiu i Poznaniu (tytuł magistra uzyskał w 1923). W latach 1917–1918 walczył w armii niemieckiej na frontach francuskim i tureckim. Uczestniczył w trzech powstaniach śląskich, kierował również akcją plebiscytową w powiecie Strzelce Opolskie. Po podziale Śląska w 1922 pracował jako sędzia grodzki w Katowicach. W 1926 otworzył własną kancelarię adwokacką. 
Politycznie związany z Polskim Stronnictwem Chrześcijańskiej Demokracji. Z jego ramienia sprawował mandat radnego w Katowicach i posła na II Sejm Śląski w 1930. W 1930 wybrano go do Sejmu w Warszawie, mandat posła sprawował do 1935. 
We wrześniu 1939 ewakuował się na Wschód wraz z administracją województwa śląskiego. Ruszył dalej przez Rumunię, Jugosławię, Włochy, do Francji i zameldował się w departamencie MSW rządu Rzeczypospolitej Polskiej na uchodźstwie. Od 1942 przebywał w Wielkiej Brytanii, mieszkając w Londynie. W 1953 wyleciał z żoną do Stanów Zjednoczonych. Do emerytury był kierownikiem, tłumaczem i przewodnikiem w ekumenicznej organizacji młodzieżowej YMCA na Florydzie. W 1965 zdecydował się na powrót do Polski, osiadł w Katowicach, a potem w Chorzowie. Po wycofaniu się z życia publicznego nie angażował się ani w sprawy zawodowe, ani społeczne. Poza rodziną regularnie kontaktował się tylko z generałem Jerzym Ziętkiem, wojewodą śląskim, od którego dostał wtedy Śląski Krzyż Powstańczy. Zmarł 1 stycznia w 1978, wraz z żoną spoczywa na cmentarzu w Chorzowie. Był stryjem i ojcem chrzestnym Józefa (1931–2015), dziennikarza, prezentera telewizyjnego i konferansjera, związanego z katowickim ośrodkiem Telewizji Polskiej.